# Pietro Scandelli
Pietro Scandelli, né le 16 octobre 1941 à Crema (Lombardie) et mort le 5 octobre 2020 dans la même ville, est un coureur cycliste italien.

## Biographie
Professionnel de 1963 à 1970, Pietro Scandelli a gagné une étape du Tour d'Italie en 1966.

## Palmarès sur route

### Palmarès amateur
- 1960
  - Gran Premio Industria Commercio e Artigianato di Botticino
- 1961
  - Coppa Mobili Pavesi
- 1962
  - Milan-Tortone
  - Milan-Varzi

### Palmarès professionnel
- 1965
  - 2e du Trophée Baracchi (avec Michele Dancelli)
- 1966
  - 21e étape du Tour d'Italie
  - Cronostaffeta  :
    - Classement général (avec Gianni Motta et Michele Dancelli)
    - 1rea étape (contre-la-montre)
- 1968
  - 3ea étape de Paris-Luxembourg (contre-la-montre par équipes)
- 1969
  - 1reb étape du Tour de France (contre-la-montre par équipes)

## Résultats sur les grands tours

### Tour d'Italie
4 participations :
- 1965 : 34e
- 1966 : 30e, vainqueur de la 21e étape
- 1967 : abandon
- 1969 : abandon (17e étape)

### Tour de France
3 participations :
- 1964 : abandon (1re étape)
- 1967 : 44e
- 1969 : 59e, vainqueur de la 1reb étape (contre-la-montre par équipes)

### Tour d'Espagne
1 participation :
- 1968 : abandon (12e étape)

## Palmarès sur piste

### Jeux méditerranéens
- 1963
  -  Médaillé d'argent de la poursuite

### Championnats nationaux
- 1963
  - 2e du championnat d'Italie de poursuite amateurs